# دانيل الفي
دانيل الفي (بالإنجليزية: Daniel Alfei)‏ (23 فبراير 1992 بسوانزي في المملكة المتحدة - ) هو لاعب كرة قدم بريطاني في مركز الدفاع. شارك مع منتخب ويلز تحت 17 سنة لكرة القدم ومنتخب ويلز تحت 19 سنة لكرة القدم ومنتخب ويلز تحت 21 سنة لكرة القدم. أما مع النوادي، فقد لعب مع سوانزي سيتي ونادي بورتسموث ونادي ريكسهام ونادي مانسفيلد تاون ونادي نورثامبتون تاون.

## وصلات خارجية
- دانيل الفي على موقع الاتحاد الأوربي (الإنجليزية)
- دانيل الفي على موقع قاعدة بيانات كرة القدم.إي يو (الإنجليزية)
- دانيل الفي على موقع Soccerbase.com (لاعب) (الإنجليزية)
- دانيل الفي على موقع Soccerway.com (الإنجليزية)
- دانيل الفي على موقع AS.com (الإسبانية)